# Bordello of Blood
Bordello of Blood (Alternativ: Geschichten aus der Gruft: Bordello of Blood, Original: Tales from the Crypt Presents: Bordello of Blood) ist eine 1996 in den USA produzierte Horrorkomödie von Gilbert Adler. Die Handlung stützt sich auf die Comicreihe „Tales from the Crypt“ von William M. Gaines.
Nach Ritter der Dämonen aus dem Jahr 1995 ist Bordello of Blood die zweite Spielfilmadaption der bekannten Fernsehserie Geschichten aus der Gruft.

## Handlung
Ein Expeditionstrupp um den kleinwüchsigen Vincent sucht in Feuerland nach einem über 400 Jahre alten Schatz, den sie in einer Höhle vermuten. Dort angelangt, öffnen sie den Sarg der mumifizierten Leiche von Lillith, der grausamen Mutter aller Vampire. Vincent erweckt zum Erstaunen der übrigen Forscher den Leichnam der Frau zum Leben, die daraufhin blutrünstig die Expeditionsteilnehmer dezimiert. Lediglich Vincent, der im Auftrag des Predigers J. C. Current handelt, wird verschont, da er die Kreatur mit einem magischen Schlüssel kontrolliert. Der Reverend schließt einen Pakt mit Lillith, die fortan als Hausdame in einem florierenden Freudenhaus die Sünder der Stadt empfängt, sich mit anderen weiblichen Vampiren vom Blut der nächtlichen Gäste ernährt und so „Gottes Werk“ verrichtet. Aus den Erlösen der Opfer finanziert der Geistliche aufwendige Fernsehübertragungen.
Als der jugendliche Rowdy Caleb Verdoux gemeinsam mit einem Freund das als McCutcheon-Bestattungsunternehmen getarnte Bordell aufsucht, das unter der Leitung von Lillith geführt wird, werden sie Opfer der blutsaugenden Damen. Einen Tag später beauftragt seine tugendhafte Schwester Katherine, die für den Reverend Current arbeitet, den abgewrackten Privatdetektiv Rafe Guttman, ihren verschwundenen Bruder zu suchen. Im Zuge seiner Ermittlungen stößt Guttman auf das geheime Freudenhaus, entdeckt gewisse Ungereimtheiten sowie ein Schmuckstück ihres Bruders und vermutet zunächst kriminelle Machenschaften des Betreibers. Nach einem weiteren kurzen Besuch des Etablissements wird Lillith auf den Privatdetektiv mit einer seltenen Blutgruppe aufmerksam. Neben dem Interesse für das Blut ihres Opfers fühlt sie sich auch körperlich zu ihm hingezogen, doch der geschiedene Guttman erwidert ihre Gefühle nicht, da er sich seinerseits in seine Auftraggeberin Katherine verliebt hat.
Lillith lehnt sich erfolgreich gegen Current auf, und es gelingt ihr mit Hilfe von Vincent, den sie beherrschenden Schlüssel zu zerstören, so dass sie fortan völlig frei und absolut zwanglos handeln kann. Dennoch tötet sie ihre ehemaligen Peiniger nicht, kümmert sich stattdessen lieber um ihre Konkurrentin Katherine, die sie durch ihren zum Zombie mutierten Bruder und andere Gefolgsleute entführen lässt. Zuvor war es Rafe und Katherine gelungen, eine Verbindung zwischen dem Reverend und vermeintlichen Vampiren herzustellen.
Bald überschlagen sich die Ereignisse. Während Katherine in dem Bestattungsinstitut gefangengehalten wird, verbünden sich Guttman und Current, die beide unabhängig voneinander eintreffen, um gemeinsam die zahlreichen Vampire mit Weihwasser zu eliminieren. Dem Duo gelingt es, ihr Vorhaben in die Tat umzusetzen und alle Vampire mit Ausnahme von Lillith zu zerstören, die man nicht auf konventionelle Weise töten kann. Nachdem der Prediger ihr zum Opfer gefallen ist, gelingt es Rafe, seine Angebetete Katherine zu finden und sie, nachdem er ihren Hals auf Bissspuren untersucht hat, zu befreien. Den beiden gelingt es in einem wahren Kraftakt, Lillith schließlich auszuschalten.
Am Ende sitzen Katherine und Rafe gemeinsam in einem Auto. Der Detektiv entdeckt erst jetzt Bissspuren am Bein der Frau, während sie mit ihren spitzen Zähnen seinen Hals beißt.

## Kritiken
- USA Today schrieb, der Film sei nur für die Jungs im Teenager-Alter attraktiv.[2]
- James Berardinelli schrieb, der Film beinhalte nicht viel Handlung. Er verfolge drei Hauptziele: So viele halbnackte Frauen wie möglich zu zeigen, möglichst viel Blut zu zeigen und Dennis Miller den verbalen Schlagabtausch zu ermöglichen. Angie Everhart wirke besonders „teuflisch“.[3]
- Peter Stack erwähnte in der San Francisco Chronicle (Ausgabe 17. August 1996) die im Film gezeigten Mengen an Blut. Der Film thematisiere „schmerzhaft respektlos“ Sex und die Religion. Der Humor der Komödie sei „überzeichnet“, die Gags seien „dumm“.[4]
- Das Lexikon des internationalen Films meint, dass der Film „ein spannungsarmes Genre-Produkt“ sei, „das die vertrauten Klischees des Vampir-Mythos“ verwerte und modisch aufbereite. „Der überforderte Hauptdarsteller“ trage „zum kläglichen Scheitern des Films bei.“[5]

## Trivia
Der in Vancouver gedrehte Film startete in den USA am 16. August 1996 und brachte dort in den Kinos 5,6 Millionen Dollar ein. In Deutschland wurde er am 23. Juli 1997 auf Video veröffentlicht.
Der Film war nach Ritter der Dämonen als zweiter Teil einer Trilogie konzipiert. Universal Studios verzichtete aufgrund der finanziellen Ergebnisse auf die Produktion eines weiteren Teils. Dieser wurde stattdessen von RKO Pictures und Dimension-Film unter dem Titel: „Das Ritual – Im Bann  des Bösen“ produziert. 
Die Indizierung von Bordello of Blood wurde im Dezember 2016 aufgehoben. Im Januar 2017 erhielt der Film die neue Altersfreigabe ab 16.